# 弁天町出入口
弁天町出入口（べんてんちょうでいりぐち）は、大阪府大阪市港区の阪神高速道路17号西大阪線の出入口。15号堺線方面のみ接続するハーフICである。

## 道路
- 阪神高速17号西大阪線(17-04)

## 接続する道路
- 国道43号
- 国道172号

## 周辺
- JR西日本大阪環状線弁天町駅
- Osaka Metro中央線弁天町駅
- 阪神高速16号大阪港線
- 木津川
- 安治川
- 大阪ドーム
- 福崎住吉神社
- 三先天満宮

## 隣
阪神高速17号西大阪線
(17-02)大正東出入口 - (17-03)大正西出入口 - (17-04)弁天町出入口 - 弁天町ミニPA - (17-05)安治川出入口